# Betz (plaats)
Betz is een gemeente in het Franse departement Oise (regio Hauts-de-France). De plaats maakt deel uit van het arrondissement Senlis. Betz telde op 1 januari 2022 1.118 inwoners.
Er wordt in de omgeving veel landbouw bedreven en er komt een beek door Betz, de Grivette.
De plaats Betz wordt sinds de 12e eeuw genoemd, zij het iets verschillend: bijvoorbeeld in 1150 Bes, Bet en Betissae, dat beek betekent. Hoewel er de nodige twijfel over de origine van de naam bestaat, komt die waarschijnlijk uit het Germaans. Dat zou betekenen dat de plaatsnaam van later datum stamt dan de andere plaatsnamen in de omgeving. Veel van die andere plaatsnamen komen nog uit de tijd van de Galliërs en de Gallo-Romeinse periode. De oorsprong van de naam is nog steeds in de bebouwing terug te zien, die zich langs de Grivette uitstrekt. 
De koninklijke familie van Marokko bezit een kasteel in Betz, waar koning Mohammed VI regelmatig verblijft.

## Geografie
De oppervlakte van Betz bedroeg op 1 januari 2022 15,39 vierkante kilometer; de bevolkingsdichtheid was toen 72,6 inwoners per km².

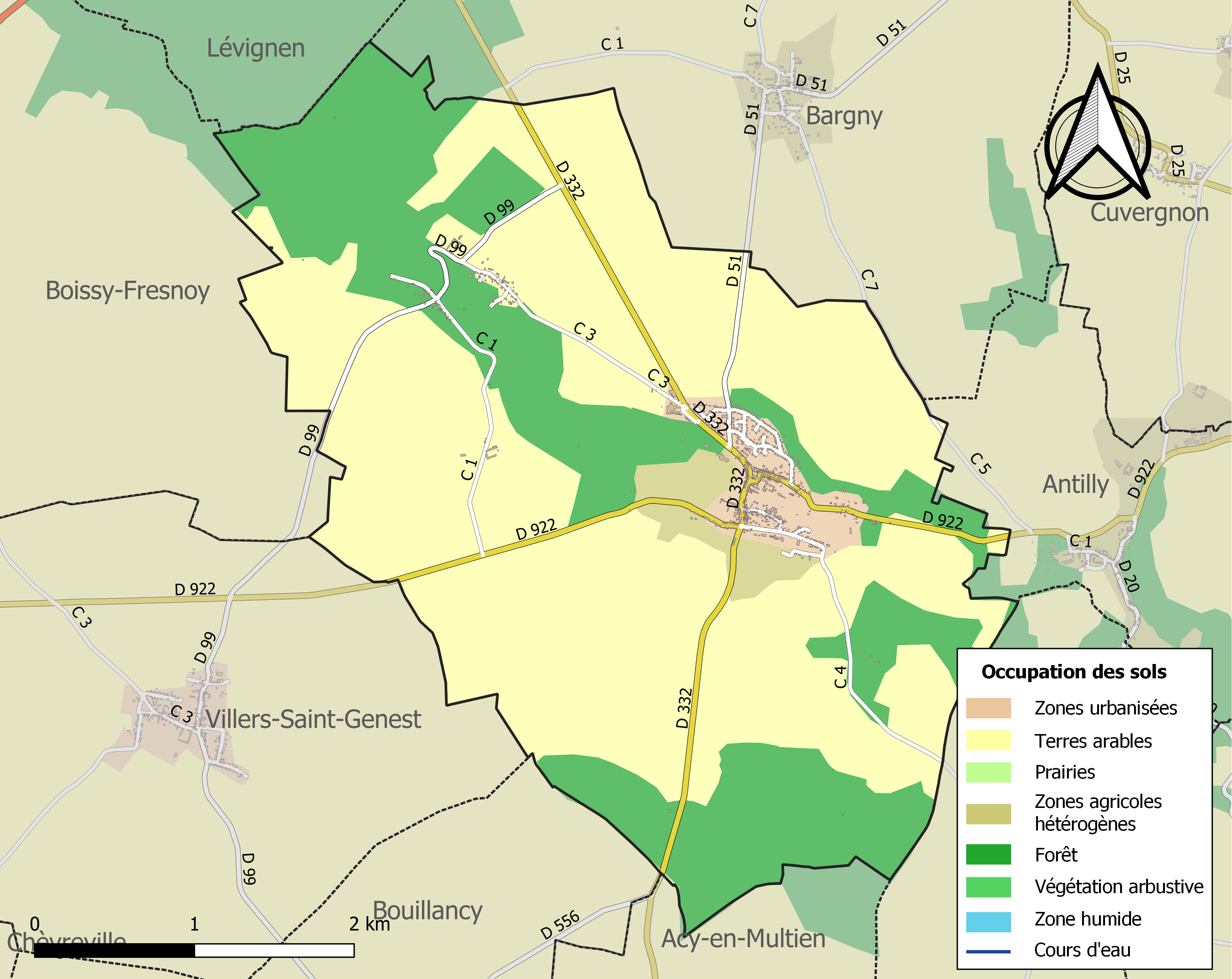
Kaart van de gemeente met belangrijkste infrastructuur, bodemgebruik en omliggende gemeenten

## Demografie
Onderstaande figuur toont het verloop van het inwonertal, bron: INSEE-tellingen. 

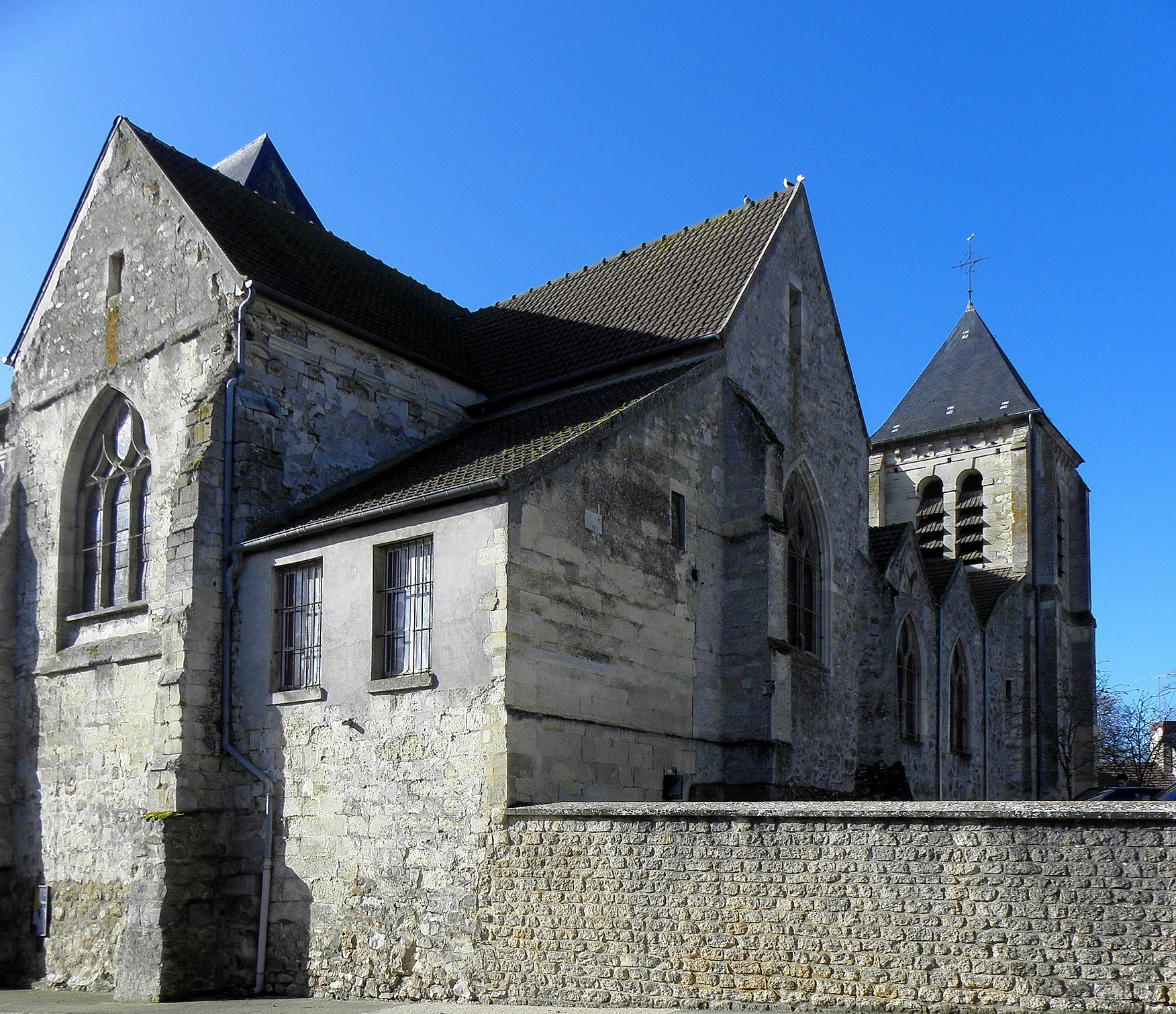
Kerk van Betz

## Websites
- (fr)  Statistische informatie op de website van INSEE